# ويليام دبليو. سيمونز
ويليام دبليو. سيمونز (بالإنجليزية: William Wilson Simmons)‏ هو شخصية أعمال ومستقبلي أمريكي، ولد في 1912، وتوفي في 11 أكتوبر 1997.